# Шерешков, Алексей Владимирович
Алексе́й Влади́мирович Шере́шков (род. 6 февраля 1976 года, Кирово-Чепецк, Кировская область, РСФСР, СССР) — российский хоккеист.

## Биография
Родился в 1976 году Кирово-Чепецке. Воспитанник ДЮСШ местного хоккейного клуба «Олимпия», в котором и начал свою игровую карьеру в 1993 году и в дальнейшем играл большую её часть.
В сезоне 1995/1996 также выступал в составе краснокамской «России». В сезоне 2002/2003 выступал за клуб «Брест», участвовавший в розыгрыше чемпионата Белоруссии. В 2003—2005 годы представлял волжскую «Ариаду», затем вернулся в состав «Олимпии».
Закончил игровую карьеру в сезоне 2006/2007 в составе новочебоксарского «Сокола».В настоящее время продолжает играть в кирово-чепецкой команде любительской Ночной хоккейной лиги «Дикие пчёлы».